# Football Club Groningen 2004-2005
Questa voce raccoglie le informazioni riguardanti il Football Club Groningen nelle competizioni ufficiali della stagione 2004-2005.

## Rosa
Fonte:
| N. |                               | Ruolo | Calciatore             |
| -- | ----------------------------- | ----- | ---------------------- |
| 16 | Paesi Bassi (bandiera)        | P     | Jeroen Lambers         |
| 30 | Paesi Bassi (bandiera)        | P     | Mike Römer             |
| 1  | Paesi Bassi (bandiera)        | P     | Bas Roorda             |
| 2  | Paesi Bassi (bandiera)        | D     | Kurt Elshot            |
| 5  | Svezia (bandiera)             | D     | Mathias Florén         |
| 7  | Macedonia del Nord (bandiera) | D     | Mile Krstev            |
| 4  | Paesi Bassi (bandiera)        | D     | Arnold Kruiswijk       |
| 22 | Paesi Bassi (bandiera)        | D     | Gijs Luirink           |
| 23 | Sierra Leone (bandiera)       | D     | Gibril Sankoh          |
| 21 | Paesi Bassi (bandiera)        | D     | Valéry Sedoc           |
| 15 | Paesi Bassi (bandiera)        | D     | Antoine van der Linden |
| 20 | Paesi Bassi (bandiera)        | D     | Kristian Westerveld    |
| 27 | Paesi Bassi (bandiera)        | C     | Danny Buijs            |

| N. |                        | Ruolo | Calciatore         |
| -- | ---------------------- | ----- | ------------------ |
| 19 | Paesi Bassi (bandiera) | C     | Mark-Jan Fledderus |
| 13 | Brasile (bandiera)     | C     | Hugo               |
| 26 | Brasile (bandiera)     | C     | Luizinho           |
| 3  | Paesi Bassi (bandiera) | C     | Paul Matthijs      |
| 10 | Paesi Bassi (bandiera) | C     | Stefano Seedorf    |
| 8  | Paesi Bassi (bandiera) | C     | Sander van Gessel  |
| 25 | Paesi Bassi (bandiera) | A     | Kiran Bechan       |
| 24 | Burundi (bandiera)     | A     | Kassim Bizimana    |
| 12 | Paesi Bassi (bandiera) | A     | Martin Drent       |
| 11 | Norvegia (bandiera)    | A     | Erik Nevland       |
| 17 | Paesi Bassi (bandiera) | A     | Brian Pinas        |
| 9  | Sudafrica (bandiera)   | A     | Glen Salmon        |
| 18 | Paesi Bassi (bandiera) | A     | Jack Tuijp         |